# SuperNOWA
superNOWA — польське видавництво, засноване у 1977 році. Спочатку воно називалось «Незалежне видавництво» (пол. Niezależna Oficyna Wydawnicza) і було першим підпільним видавництвом в Польській Народній Республіці (самвидав). Відкрившись у 1977 році, воно незабаром стало найбільшим незалежним видавництвом у комуністичній Польщі. У 1989 році, після падіння комунізму і переходу до демократичної політичної системи, видавництво змінило назву на superNOWA, а в 1993 році стало приватним. Воно продовжує публікувати твори донині, в тому числі книги Анджея Сапковського.

## Історія
У 1977 році студенти Люблінського католицького університету Івана Павла II заснували незалежне видавництво, створивши власний журнал «Записи», перші два номери якого вийшли під цією назвою. Назву Nieocenzurowana Oficyna Wydawnicza («Видавництво без цензури») запропонували Януш Крупський, Пйотр Єґлінський і Віт Вуйтович, і того ж літа люблінські студенти зв'язалися з Мирославом Хоєцьким, активістом Комітету Оборони Робітників, який погодився на цю назву. Під керівництвом Хоєцького NOWA переїхала до Варшави, і в серпні 1977 року вийшла її перша книга під назвою «Походження системи» (пол. Pochodzenie Systemu). Її автором був Марек Тарневський, справжнє ім'я якого Якуб Карпінський, соціолог, якого наприкінці 1960-х років виключили з Варшавського університету.
З 1977 по 1989 рік NOWA видало близько 300 книжок, серед яких була як польська, так і закордонна література, а також сучасна історія. Середній тираж становив від кількох сотень до кількох тисяч примірників. НОВА також видавала низку підпільних журналів, серед яких «Записи», «Критика», «Пульс» і «Тиґоднік Мазовше». Вона була організована на зразок професійного видавництва і займалася власним друком і розповсюдженням. Прибутки від продажу книжок дозволяли NOWA виплачувати гонорари письменникам і зарплати перекладачам, друкарям і дистриб'юторам. У середині 1980-х NOWA почала пропонувати відео- та аудіокасети.

## Активісти
У серпні 1980 року NOWA очолили Конрад Бєлінський, Ґжеґож Боґута і Мирослав Хоєцький. Їх підтримували Адам Міхнік, Ева Мілевич, Анатоль Лоуіна, Ян Нарожняк і Ришард Кнауфф. Друк і розповсюдження контролювали Марек Хіміак, Мечислав Ґрудзінський і Пйотр Швайцер.
Після створення профспілки «Солідарність» у серпні 1980 року NOWA очолили Ґжеґож Боґута, Марек Боровик і Марек Хіміак. У грудні 1981 року NOWA на короткий час очолив Павел Бонковський, оскільки попередні керівники були ув'язнені комуністичним урядом. Восени 1982 року Боґута повернувся за підтримки кількох інших активістів, таких як Пйотр Швайцер, Пшемислав Цеслак, Марек Боровик, Ян Вальц, Марек Хіміак, Ян Кофман, Анджей Пачковський, Мирослав Ковальський, Марек Кубін, Анджей Вернер та Адам Відманський.